# 157-й Нью-Йоркский пехотный полк
157-й Нью-Йоркский пехотный полк (157th New York Volunteer Infantry Regiment) — представлял собой один из пехотных полков армии Союза во время Гражданской войны в США. Полк был сформирован в сентябре 1862 года, участвовал в сражениях при Чанселорсвилле и Геттисберге, затем был переведён в Южную Каролину, где и воевал до конца войны.

## Формирование
13 августа 1862 года полковник Филип Браун Младший был уполномочен военным департаментом набрать пехотный полк в 23-м сенатском дистрикте штата Нью-Йорк. Полк был сформирован в Гамильтоне и там же 19 сентября 1862 года принят в федеральную армию на три года службы. Роты полка были набраны в основном в округе Мэдисон. Первым командиром полка стал полковник Филип Браун, подполковником Джордж Арроусмит, майором Джеймс Кармайкл.

## Боевой путь
25 сентября полк покинул штат, отправился в Вашингтон, где был размещён в укреплениях, а затем введён в бригаду Александра Шиммельфенига.